# Sadovi (Abinsk)
Sadovi - Садовый (rus) - és un khútor del krai de Krasnodar, a Rússia. És a la riba esquerra del riu Kuban, a 24 km al nord d'Abinsk i a 62 km al sud-oest de Krasnodar. Pertany al municipi de Varnàvinskoie.